# 拉包爾縣
4°12′01″S 152°09′52″E / 4.2004°S 152.1644°E
拉包爾縣（英語：Rabaul District），是巴布亞新畿內亞東新不列顛省的縣份之一，位於新不列顛島，首府設於拉包爾，面積95平方公里，2011年人口39,387，人口密度每平方公里410人。